# 藤田省三 (思想史家)
藤田 省三（ふじた しょうぞう、1927年9月17日 - 2003年5月28日）は、日本の政治学者（日本政治思想史）、法政大学名誉教授。戦後、丸山学派を代表する左派系の思想史家。

## 経歴
丸山眞男の弟子で、寡作ではあるが丸山学派を代表する。天皇制国家の構造分析は戦後思想史において画期的意味をもちつづける。鶴見俊輔らとともに行った『共同研究 転向』では中心的役割を果す。みすず書房から『藤田省三著作集』が刊行されている。
愛媛県今治市出身。父藤作は大三島出身の小学校代用教員。兄2人姉2人の5人兄弟の末っ子だが、2人の兄はともに太平洋戦争で戦死した。今治中学校（現・愛媛県立今治西高等学校）を経て、陸軍予科士官学校に入学（当時の校長は牟田口廉也）。敗戦により大三島に帰郷していた18歳の時、今治の書店で丸山の「超国家主義の論理と心理」「軍国支配者の精神形態」を読んだことをきっかけに、最初から「丸山ゼミ」に入ることを希望して東大法学部への進学を決意する。
東大在学中に東大ポポロ事件の対応のために日本共産党に入党したが、党員としての実際的活動はなく、法政大学助教授時代に離党した。
1957年より「思想の科学」に参加していたが、1962年の天皇制特集号廃棄事件を機に「自由からの逃亡批判」を著して、思想の科学研究会を退会した。
晩年は直腸癌で闘病し、肺炎で死去、「西多摩再生の森」で自然葬された。葬送の自由をすすめる会会員。

## 年譜
- 1947年 - 旧制松山高等学校入学
- 1950年 - 東京大学法学部入学
- 1953年 - 法政大学法学部助手
- 1966年 - 法政大学法学部教授
- 1967年 - シェフィールド大学留学
- 1971年 - 法政大学法学部教授を依願退職、みすず書房勤務を経て建設会社で肉体労働に従事
- 1976年 - オックスフォード大学で講義
- 1980年 - 法政大学法学部教授に復帰
- 1993年 - 法政大学を定年退職（法政は本人が望めば70歳まで定年を延長できるが、藤田はそれを申請せず、65歳で定年退職した）

## 思想
- 「天皇制国家の支配原理」では丸山の天皇制論を引き継ぎ、明快に論じた。ただし未完。
- 「維新の精神」では、明治百年を控えて、維新の原動力は尊王思想などではなく、脱藩した志士の横議・横断にあったと説く。
- 「精神史的考察」では道端で隠れん坊遊びが見られなくなった、といった身近な話題に始まり精神史の深みに至る。

現代の高度技術経済を支えている精神的基盤は、不快や困難を引き起こす物や事態を避け、そして殲滅しようとする安楽への欲求である。不快や困難が欠如した状態である安楽を中心価値として、ほかのすべての価値をそれに従属させる結果、安楽以外のすべての価値や経験を解体し、ひたすら安楽を求めていく新種のニヒリズムが、現代の日本を支配している。困難や不快を感じさせる事態や物との交渉である経験が無意味となり、その克服から生じる喜びという感情も消滅し始めた。

## 著作
『藤田省三著作集』（みすず書房）
1. 「天皇制国家の支配原理」
2. 「転向の思想史的研究」
3. 「現代史断章」
4. 「維新の精神」
5. 「精神史的考察」
6. 「全体主義の時代経験」
7. 「戦後精神の経験（1）」
8. 「戦後精神の経験（2）」
9. 「『写真と社会』小史」
10. 「異端論断章」

- 『藤田省三セレクション』平凡社ライブラリー
- 『語る藤田省三　現代の古典をよむということ』岩波現代文庫

共著
- （久野収・鶴見俊輔）『戦後日本の思想』（中央公論社, 1959年 / 勁草書房, 1966年 / 講談社文庫, 1976年 / 岩波書店同時代ライブラリー, 1995年 / 岩波現代文庫, 2010年）
- （萩原延壽）『瘠我慢の精神 福沢諭吉「丁丑公論」「瘠我慢の説」を読む』（朝日文庫, 2008年）
- 『藤田省三対話集成』全3巻（みすず書房, 2007年）